# Brády Márton
Brády Márton (Budapest, 1966. április 16. – 2021. március 20.)  koncertszervező. 

## Életpályája
A II. Rákóczi Ferenc Gimnáziumban érettségizett, majd az Eszterházy Károly Főiskolán szerzett közművelődés–pedagógia szakos diplomát.
Zenei rendezvények szervezésével a Fővárosi Művelődési Házban kezdett foglalkozni (Muzsikás-koncertek, Rockmajális, rockzenei klubok). 1992-től a Pentaton koncertügynökségnél dolgozott, három éven át feladata volt a Budapesti Búcsú könnyűzenei vonalának teljes technikai kivitelezése.
Számos külföldi produkció lebonyolítása után Európa egyik legnagyobb produkciós irodájával, a Rock Productionnel 1995 áprilisában alapított osztrák–magyar vegyesvállalatot, és ő lett a cég (ShowTime Budapest) magyarországi ügyvezetője. Osztrák partnerével indította el a Ticket Express jegyirodát is 1995-ben, amely 2004 óta az Eventim hálózat tagja.
A ShowTime Budapest nemzetközi koncertügynökség a Rolling Stones 1995. augusztus 8-i koncertjével robbant be a magyar piacra. Világsztárokat hozott Budapestre (Bon Jovi, Cher, Eric Clapton, Britney Spears, Elton John, Sting, Rod Stewart, James Brown, Santana, Leonard Cohen, Bryan Adams, Mike Oldfield, Eros Ramazzotti, R.E.M.), és magyar előadók nagyszabású fellépéseit is szervezte (LGT, Zorán, Hobo, Piramis). A koncertek mellett olyan egyéb produkciókat is szervezett, mint David Copperfield, a Harlem Globerotters fellépése, vagy a Titanic-kiállítás.
Középiskolás kora óta maga is zenélt. Zenét és dalszövegeket írt, énekelt, gitáron és szájharmonikán is játszott. A Brandon Band a Pesti Est-alapító Lang Andrással közös projektje volt.
A koncertipar mindenkori helyzete, problémái és a politika ezekre adott válaszai szenvedélyesen érdekelték.
2021. március 20-án halt meg, Covid-19 fertőzésben. 